# Liste der Auslandsvertretungen Boliviens

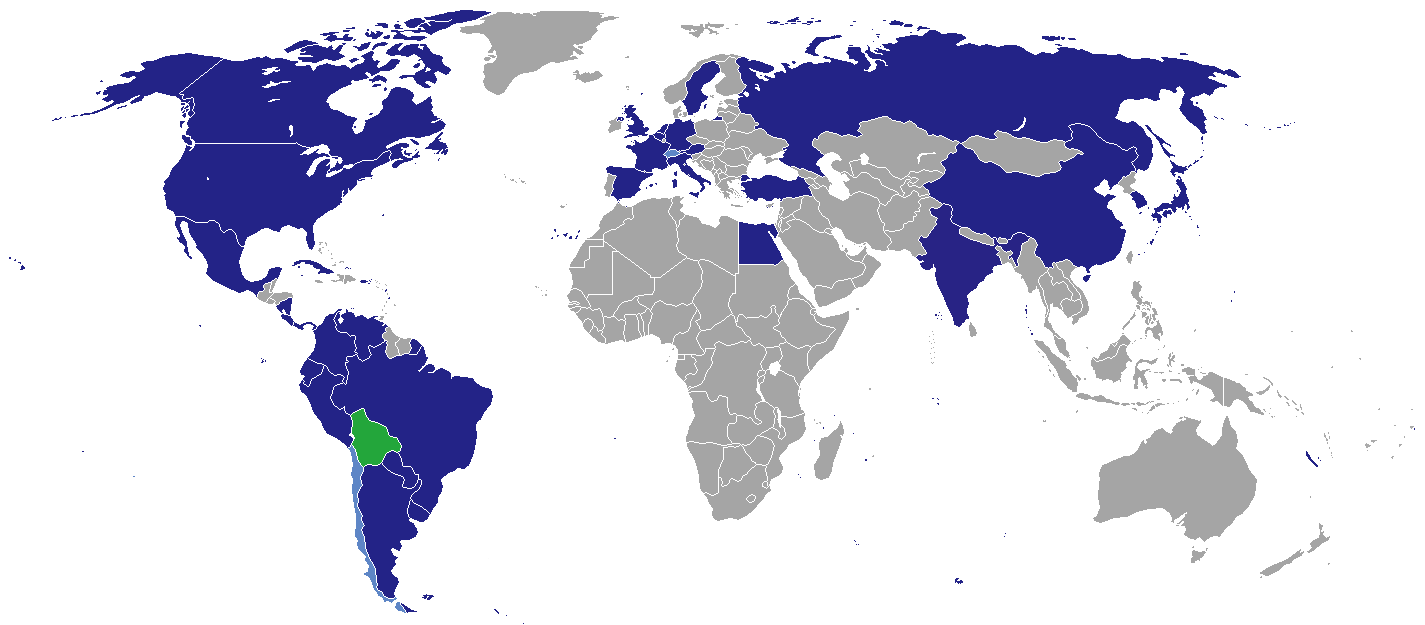
Standorte der diplomatischen Vertretungen Boliviens

Dies ist eine Liste der diplomatischen und konsularischen Vertretungen Boliviens.

## Diplomatische und konsularische Vertretungen

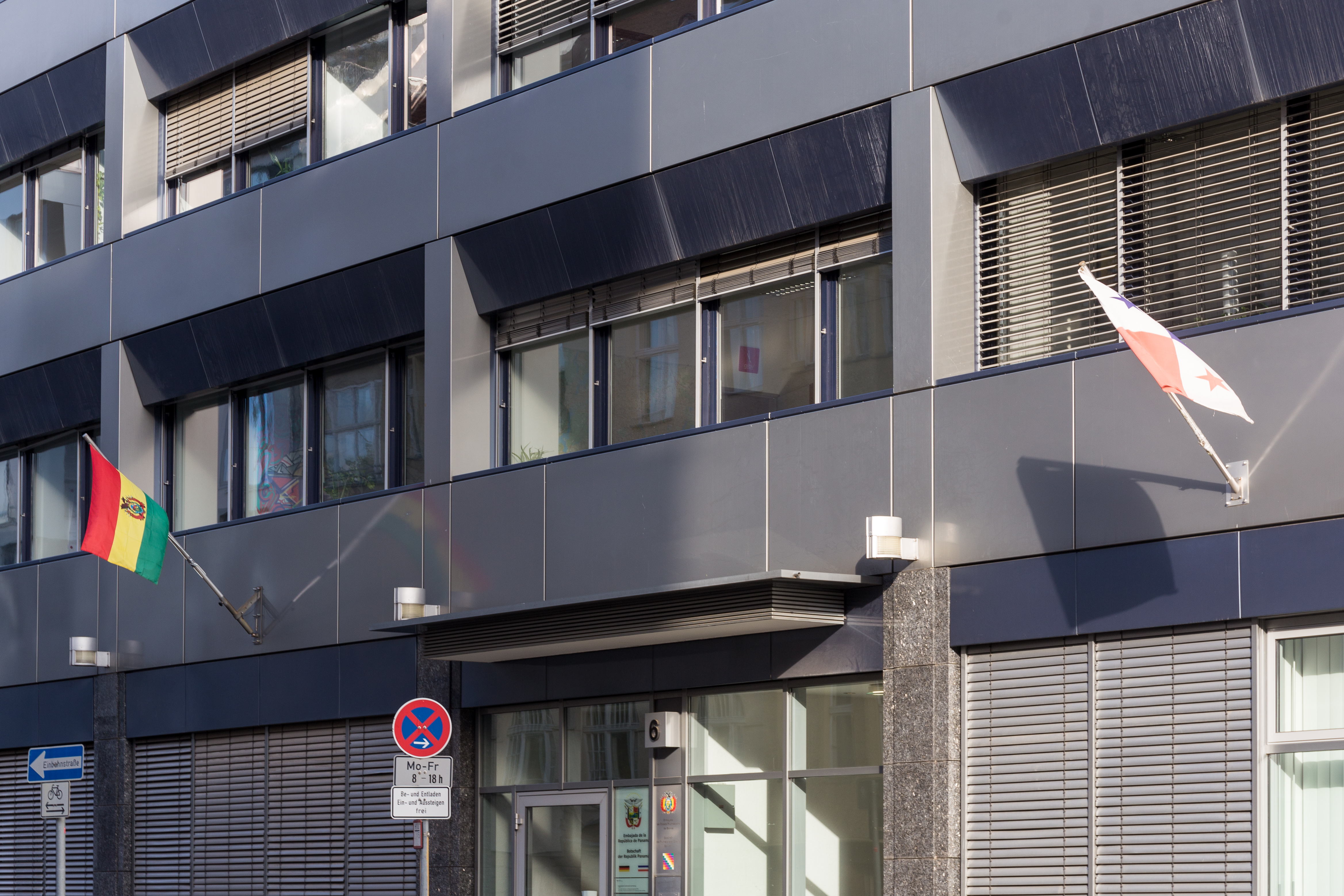
Bolivianische Botschaft in Berlin

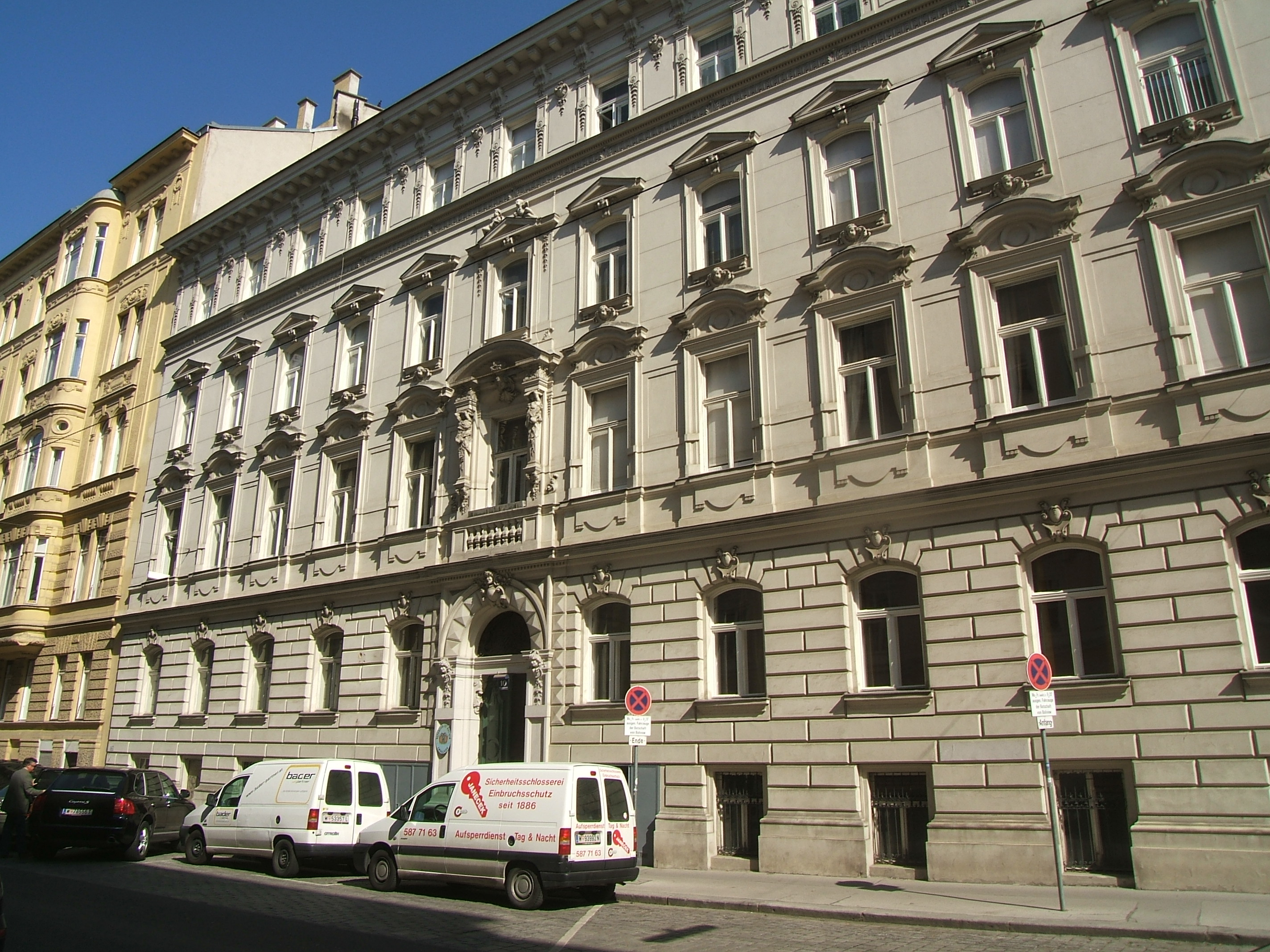
Bolivianische Botschaft in Wien

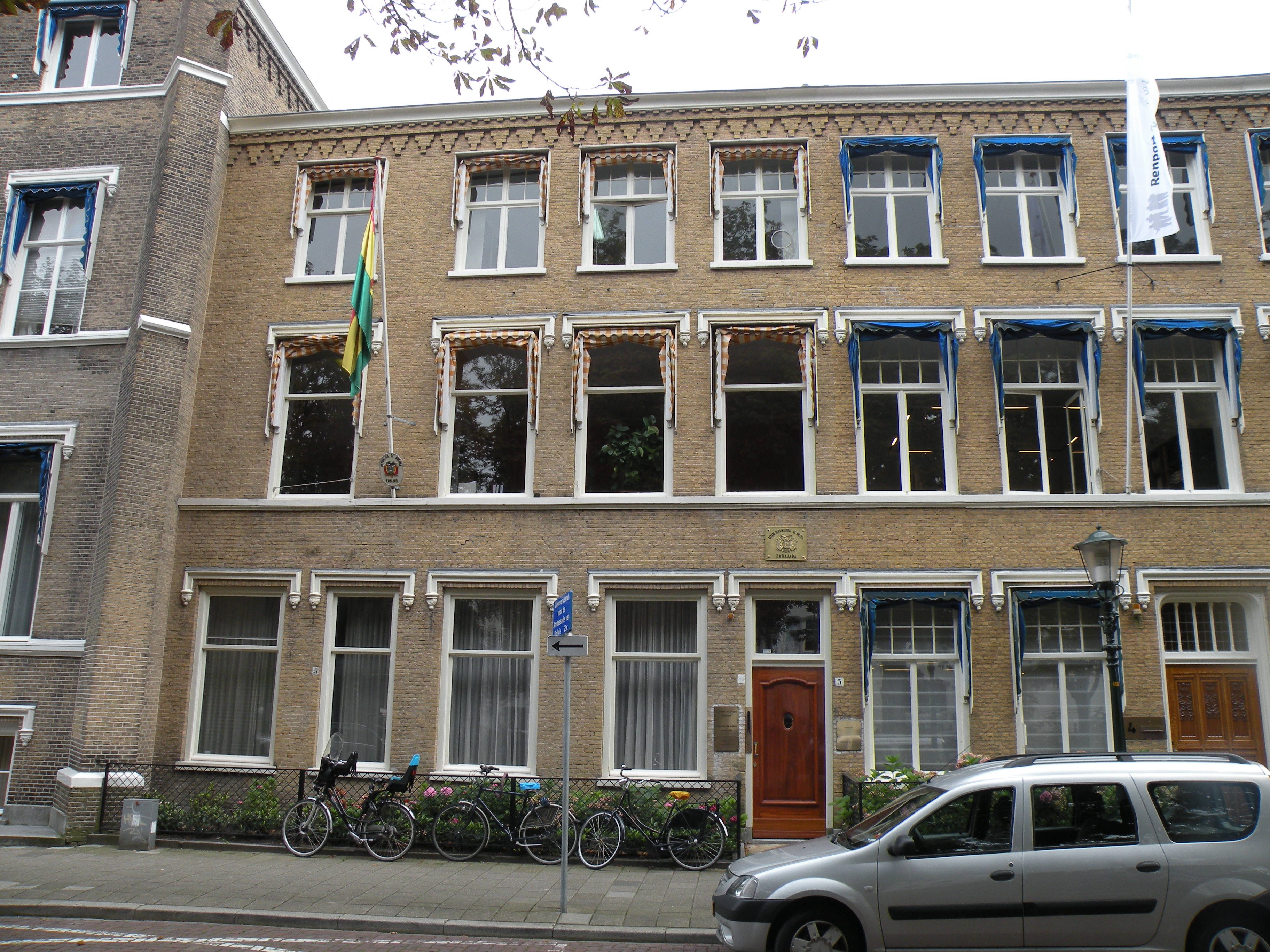
Bolivianische Botschaft in Den Haag

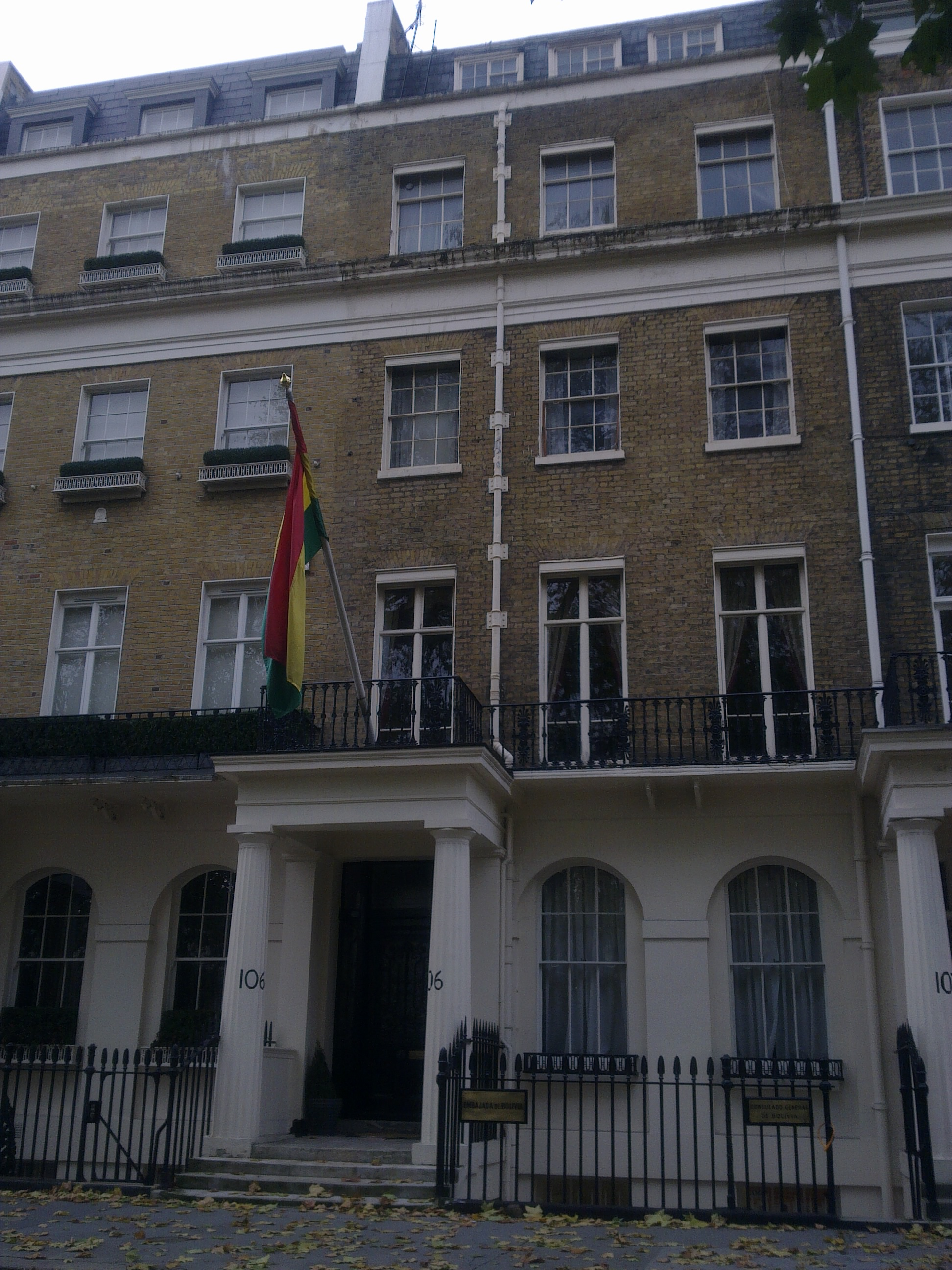
Bolivianische Botschaft in London

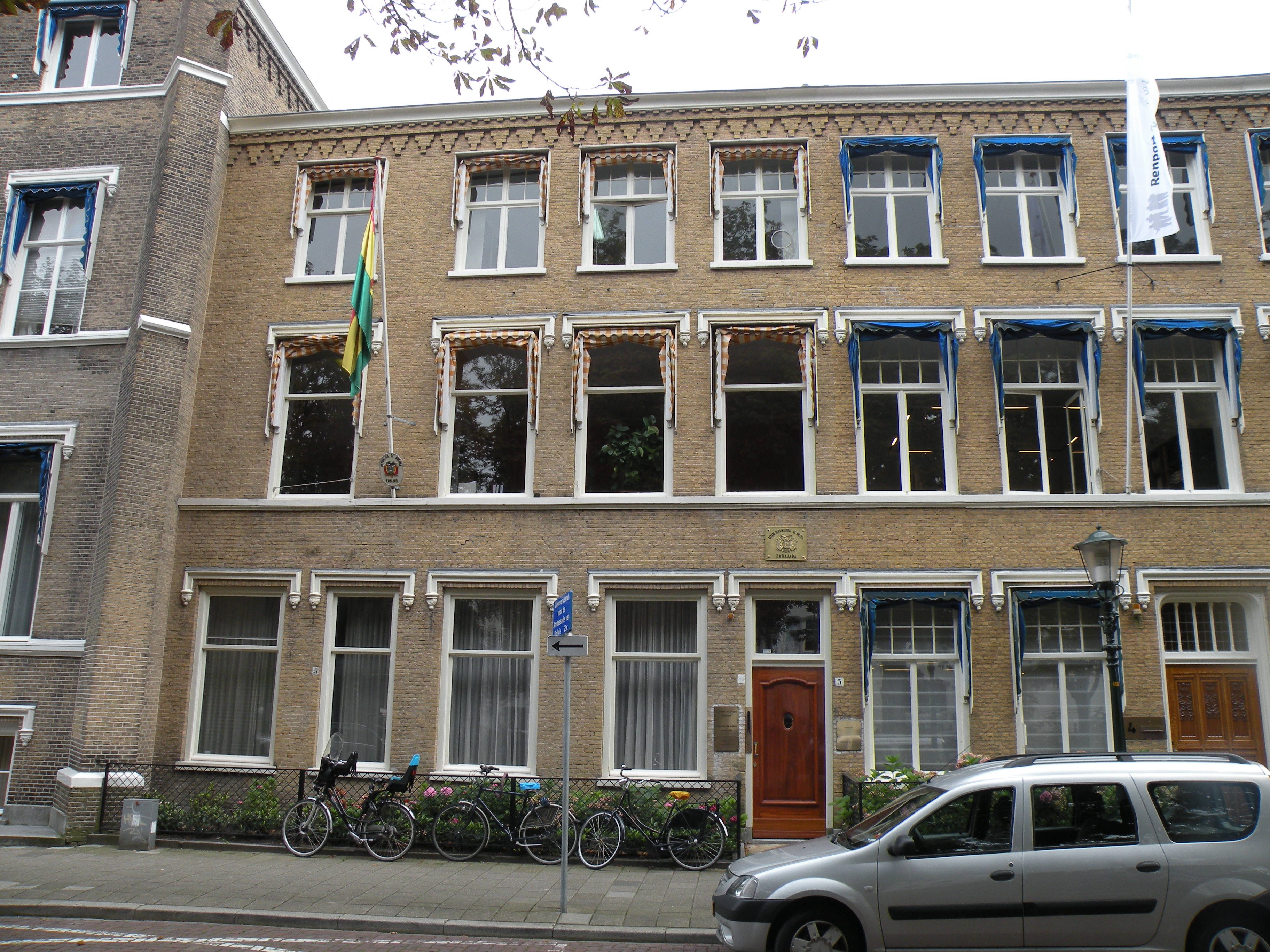
Bolivianische Botschaft in Washington, D.C.

### Afrika
- Ägypten: Kairo, Botschaft

### AsienundOzeanien
| - Volksrepublik China: Peking, Botschaft - Indien: Neu-Delhi, Botschaft - Iran: Teheran, Botschaft | - Japan: Tokyo, Botschaft - Südkorea: Seoul, Botschaft |

### Europa
| - Belgien: Brüssel, Botschaft - Dänemark: Kopenhagen, Botschaft - Deutschland: Berlin, Botschaft - Frankreich: Paris, Botschaft - Italien: Rom, Botschaft - Italien: Mailand, Generalkonsulat - Niederlande: Den Haag, Botschaft - Österreich: Wien, Botschaft - Russland: Moskau, Botschaft - Schweden: Stockholm, Botschaft | - Schweiz: Genf, Botschaft - Spanien: Madrid, Botschaft - Spanien: Barcelona, Generalkonsulat - Spanien: Bilbao, Konsulat - Spanien: Murcia, Konsulat - Spanien: Palma de Mallorca, Vizekonsulat - Spanien: Sevilla, Konsulat - Spanien: Valencia, Konsulat - Vereinigtes Königreich: London, Botschaft |

### Nordamerika
| - Costa Rica: San José, Botschaft - Kanada: Ottawa, Botschaft - Kuba: Havanna, Botschaft - Mexiko: Mexiko-Stadt, Botschaft - Nicaragua: Managua, Botschaft - Panama: Panama-Stadt, Botschaft | - Vereinigte Staaten: Washington, D.C., Botschaft - Vereinigte Staaten: Los Angeles, Generalkonsulat - Vereinigte Staaten: Miami, Generalkonsulat - Vereinigte Staaten: New York, Generalkonsulat - Vereinigte Staaten: Houston, Konsulat |

### Südamerika
| - Argentinien: Buenos Aires, Botschaft - Argentinien: Córdoba, Konsulat - Argentinien: Jujuy, Konsulat - Argentinien: La Quiaca, Konsulat - Argentinien: Mendoza, Konsulat - Argentinien: Orán, Konsulat - Argentinien: Pocito, Konsulat - Argentinien: Rosario, Konsulat - Argentinien: Salta, Konsulat - Argentinien: Viedma, Konsulat - Brasilien: Brasília, Botschaft - Brasilien: Rio de Janeiro, Generalkonsulat - Brasilien: São Paulo, Generalkonsulat - Brasilien: Brasiléia, Konsulat - Brasilien: Corumbá, Konsulat - Brasilien: Cáceres, Konsulat - Brasilien: Guajará-Mirim, Konsulat | - Chile: Santiago de Chile, Generalkonsulat - Chile: Antofagasta, Konsulat - Chile: Arica, Generalkonsulat - Chile: Calama, Konsulat - Chile: Iquique, Konsulat - Ecuador: Quito, Botschaft - Kolumbien: Bogotá, Botschaft - Paraguay: Asunción, Botschaft - Peru: Lima, Botschaft - Peru: Cusco, Konsulat - Peru: Ilo, Konsulat - Peru: Puno, Konsulat - Peru: Tacna, Konsulat - Uruguay: Montevideo, Botschaft - Venezuela: Caracas, Botschaft |

## Vertretungen bei internationalen Organisationen
- Vereinte Nationen: New York, Ständige Mission
- Vereinte Nationen: Genf, Ständige Mission
- OAS: Washington, D.C., Ständige Mission
- Europäische Union: Brüssel, Mission
- UNESCO: Paris, Ständige Mission
- FAO: Rom, Ständige Mission
- Heiliger Stuhl: Vatikanstadt, Botschaft